# Sprawstwo kierownicze
Sprawstwo kierownicze – w prawie karnym, jeden z rodzajów sprawstwa, jako formy zjawiskowej przestępstwa. Sprawstwo kierownicze jest działaniem polegającym na kierowaniu wykonaniem czynu zabronionego przez inną osobę lub osoby - sprawców wykonawczych. Sprawca kierowniczy organizuje przestępstwo i kieruje działaniami jego wykonawców. Nie uczestniczy w realizacji planu, jednakże ma kontrolę nad działaniami przestępczymi, od jego decyzji zależy przebieg zdarzeń i zachowanie wykonawców przestępstwa. Może on też w każdym czasie zdecydować o przerwaniu akcji przestępczej. 
Brak pełnej kontroli nad zachowaniami bezpośrednich sprawców oznacza, że nie zachodzi sprawstwo kierownicze. W takim wypadku może jednak zachodzić podżeganie lub pomocnictwo, bądź jedno i drugie. Sprawstwo kierownicze może zostać popełnione przez pojedynczą osobę, bądź we współsprawstwie.